# Skålleruds socken
Skålleruds socken i Dalsland ingick i Nordals härad och området ingår sedan 1971 i Melleruds kommun och motsvarar från 2016 Skålleruds distrikt.
Socknens areal är 71,31 kvadratkilometer varav 52,1 land. År 2000 fanns här 1 521 invånare. Håverud, Upperud, tätorten Åsensbruk, orten Bränna samt kyrkbyn Skållerud med sockenkyrkan Skålleruds kyrka ligger i socknen.   

## Administrativ historik
Socknen har medeltida ursprung. 
Vid kommunreformen 1862 övergick socknens ansvar för de kyrkliga frågorna till Skålleruds församling och för de borgerliga frågorna bildades Skålleruds landskommun. Landskommunen uppgick 1969 i Melleruds köping som 1971 ombildades till Melleruds kommun. 1 januari 2025 uppgick församlingen i Melleruds församling.
1 januari 2016 inrättades distriktet Skållerud, med samma omfattning som församlingen hade 1999/2000.  
Socknen har tillhört län, fögderier, tingslag och domsagor enligt vad som beskrivs i artikeln Nordals härad. De indelta soldaterna tillhörde Västgöta-Dals regemente, Sundals kompani.

## Geografi
Skålleruds socken ligger norr om Mellerud vid Vänern och kring Upperudsälven, Dalslands kanal och sjöar som Svanefjorden och Åklång. Socknen är utanför sjöarna en starkt kuperad skogsbygd.

## Fornlämningar
Några boplatser och sex hällkistor från stenåldern har påträffats. Från bronsåldern finns spridda gravrösen och stensättningar.

## Namnet
Namnet skrevs 1446 Skollerödh och kommer från en gård. Namnet innehåller efterleden rud, 'röjning' och i förleden mansnamnet Skolli.

## Befolkningsutveckling
| Befolkningsutvecklingen i Skålleruds socken 1810–1990                                                   | Befolkningsutvecklingen i Skålleruds socken 1810–1990 | Befolkningsutvecklingen i Skålleruds socken 1810–1990 | Befolkningsutvecklingen i Skålleruds socken 1810–1990 | Befolkningsutvecklingen i Skålleruds socken 1810–1990 |
| --- | ----------------------------------------------------- | ----------------------------------------------------- | ----------------------------------------------------- | ----------------------------------------------------- |
| |                                                       |                                                       |                                                       |                                                       |
| År |                                                       |                                                       | Folkmängd                                             |                                                       |
| 1810 | 1810                                                  |                                                       | 784                                                   |                                                       |
| 1820 | 1820                                                  |                                                       | 978                                                   |                                                       |
| 1830 | 1830                                                  |                                                       | 1 187                                                 |                                                       |
| 1840 | 1840                                                  |                                                       | 1 375                                                 |                                                       |
| 1850 | 1850                                                  |                                                       | 1 566                                                 |                                                       |
| 1860 | 1860                                                  |                                                       | 1 758                                                 |                                                       |
| 1870 | 1870                                                  |                                                       | 1 934                                                 |                                                       |
| 1880 | 1880                                                  |                                                       | 1 967                                                 |                                                       |
| 1890 | 1890                                                  |                                                       | 2 012                                                 |                                                       |
| 1900 | 1900                                                  |                                                       | 1 972                                                 |                                                       |
| 1910 | 1910                                                  |                                                       | 2 150                                                 |                                                       |
| 1920 | 1920                                                  |                                                       | 2 247                                                 |                                                       |
| 1930 | 1930                                                  |                                                       | 2 764                                                 |                                                       |
| 1940 | 1940                                                  |                                                       | 2 850                                                 |                                                       |
| 1950 | 1950                                                  |                                                       | 2 665                                                 |                                                       |
| 1960 | 1960                                                  |                                                       | 2 423                                                 |                                                       |
| 1970 | 1970                                                  |                                                       | 2 176                                                 |                                                       |
| 1980 | 1980                                                  |                                                       | 2 006                                                 |                                                       |
| 1990 | 1990                                                  |                                                       | 1 744                                                 |                                                       |
| Anm: Källor: Umeå universitet - Tabellverket 1749-1859, Demografiska databasen, CEDAR, Umeå universitet |                                                       |                                                       |                                                       |                                                       |